# Jeszcze raz (album Czerwonych Gitar)
Jeszcze raz – album zespołu Czerwone Gitary wydany w 2015 roku nakładem Czerwone Gitary Group z okazji 50-lecia zespołu. Na płycie znalazło się 15 nowych piosenek, w tym jeden archiwalny utwór Krzysztofa Klenczona. Album kolejno promowały single: „Trochę przed wieczorem”, „Coś przepadło”, „Czerwona Gitara”, „Jeszcze raz, pierwszy raz”.

## Lista utworów
1. "Jeszcze raz, pierwszy raz" (muz. Arkadiusz Wiśniewski, sł. Tomasz Bastkowski) – 04:11
2. "Trochę przed wieczorem" (muz. Mieczysław Wądołowski, sł. Łukasz Kleszowski) – 03:51
3. "Coś przepadło" (muz. Dariusz Olszewski i Arkadiusz Wiśniewski., sł. Arkadiusz Wiśniewski) – 03:21
4. "Czerwona Gitara" (muz. Arkadiusz Wiśniewski, sł. Ryszard Kunce) – 04:29
5. "Tak jak wtedy" (muz. Jerzy Skrzypczyk sł. Łukasz Kleszowski) – 03:53
6. "Gwiezdny Rejs" (muz. Arkadiusz Wiśniewski, sł. Dorota Ignaczak) – 03:23
7. "Te dwie chwile" (muz. Jerzy Skrzypczyk sł. Łukasz Kleszowski) – 03:17
8. "Kocham Dwie Dziewczyny" (muz. i sł. Jerzy Kosela) – 02:55
9. "Siła i wiara" (muz. Dariusz Olszewski sł. Dorota Ignaczak) – 03:37
10. "Raz lepiej, Raz gorzej" (muz. Jerzy Skrzypczyk, sł. Arkadiusz Wiśniewski) – 03:35
11. "Wezmę Cię Ze Sobą" (muz. Marek Kisieliński, sł. Tomasz Bastkowski) – 03:36
12. "Ty Jeszcze Nie Wiesz" (muz. Marcin Wądołowski, sł. Dorota Ignaczak) – 03:10
13. "Lecz Tylko Na Chwilę" (muz. Marek Kisieliński, sł. Arkadiusz Wiśniewski) – 03:49
14. "Samotny Cygan" (muz. i sł. Krzysztof Klenczon) – 03:49
15. "Słowa" (muz. Marcin Niewęgłowski, sł. Bogdan Malach) – 02:19

## Twórcy
- Jerzy Kosela – gitara, wokal
- Jerzy Skrzypczyk – wokal, perkusja
- Mieczysław Wądołowski – wokal, gitara akustyczna
- Dariusz Olszewski – gitara akustyczna, gitara solowa, wokal,
- Arkadiusz Wiśniewski – gitarze elektryczna, gitara akustyczna, banjo, mandolina, instrumenty klawiszowe, harmonijka, programowanie inst. perkusyjnych, bas (2,5,7,8,14)[11]
- Marcin Niewęgłowski – gitara, wokal (15)

Muzycy towarzyszący:
- Marek Kisieliński – wokal, gitara, klawisze (11,13)
- Maksymilian Pryl - oklaski (12)
- Marcin Wądłowski – gitara klasyczna (14)
- Łukasz Zitans - gitara elektrycza (4)

### Personel
- Przemysław Stoppa – zdjęcia
- Robert Kudera – projekt graficzny